# سوآماناندرارینی
سوآماناندرارینی (به لاتین: Soamanandrariny) یک منطقهٔ مسکونی در ماداگاسکار است که در واکینانکاراترا واقع شده‌است. سوآماناندرارینی ۲۴٬۰۰۳ نفر جمعیت دارد و ۱٬۵۵۲ متر بالاتر از سطح دریا واقع شده‌است.